# Crème brûlée
Crème brûlée (letterlijk: 'gebrande room') is een custardachtig nagerecht, met daaroverheen een gekaramelliseerde laag suiker. De precieze oorsprong van het gerecht is onbekend. Het kan afkomstig zijn uit Frankrijk, Groot-Brittannië of Catalonië.

## Bereiding
De traditionele crème brûlée wordt gemaakt van een mengsel van room, melk, suiker en eieren, die met indirecte hitte wordt gegaard. Ondertussen wordt het stevig geklopt om te voorkomen dat de eieren op een onjuiste manier stollen. Na het maken van de crème wordt deze in kleine schaaltjes gestort om af te koelen. Vlak voor het opdienen wordt de pudding met een laagje suiker bestrooid en vervolgens verhit met een kleine gasbrander. 
In de professionele keuken wordt het dessert vaak gemaakt met behulp van een kant en klaar mengsel die enkel verhit tot 70 graden dient te worden, en vervolgens gestort in de vorm waarin de kok het wil hebben. Hier wordt doorgaans een ramequin voor gebruikt.
Crème brûlée dient koud geserveerd te worden met een knapperige bovenkant. De suiker moet zo egaal mogelijk gesmolten zijn en mag absoluut niet verbrand zijn, omdat dit een bittere smaak geeft. Na het karamelliseren moet het nagerecht direct worden opgediend. Wanneer de crème na het branden van de suiker te lang blijft staan, neemt de suikerlaag vocht op uit de crème en wordt weer zacht, terwijl het aantrekkelijke van dit gerecht nu juist het contrast tussen de glasharde suikerlaag en romig-zachte vla is.

## Alternatieven
Johannes van Dam schrijft in zijn boek DeDikkeVanDam dat sommige Nederlandse restauranthouders beweren dat koud geserveerde crème brûlée door de gasten wordt teruggezonden en dat zij het daarom warm opdienen.
De Catalaanse variant van crème brûlée heet crema catalana en wordt daar traditioneel geserveerd op 19 maart, de feestdag van Sint-Jozef.
De traditionele manier van verhitten is met een ijzeren schijf aan een steel die eerst boven een vuur gehouden wordt tot hij roodgloeiend is. Dan wordt de hete schijf vlak boven de suikerlaag gehouden om te karamelliseren.